# Furcoppia cornuta
Furcoppia cornuta är en kvalsterart som beskrevs av Hammer 1972. Furcoppia cornuta ingår i släktet Furcoppia och familjen Astegistidae. Inga underarter finns listade i Catalogue of Life.